# Atfih
Atfih (altägyptisch Tepihu; arabisch أطفيح, DMG Aṭfīḥ; koptisch Petpeh) ist eine Stadt im ägyptischen Gouvernement Al-Dschiza mit etwa 106.300 Einwohnern.

## Tepihu im Alten Ägypten
Der Ort wurde erstmals auf einer Scheintür erwähnt, die auf das Ende des Alten Reiches datiert wird. Spätestens seit dem Mittleren Reich war Tepihu der Hauptort des Messergaues (22. oberägyptischer Gau). Der Ortsname steht in direktem Bezug zur dortigen Hauptgottheit Hathor. Von ihrem Tempel sind keinerlei Reste erhalten.
Der altägyptische König Kamose, der im 16. Jahrhundert v. Chr. nach dem Tod seines Vorgängers Seqenenre den Kampf gegen die Hyksos fortsetzte, berichtete auf zwei Stelen und einer Schreibtafel von seinem Feldzug. Den Inschriften zufolge eroberte Kamose in seinem dritten Regierungsjahr mehrere Gebiete und rückte bis nach Auaris vor. Er griff die Hyksos-Hauptstadt jedoch nur in den Außenbezirken an, um Auaris in der Folgezeit zu belagern.
Einen Hilferuf des Apopi I. fing Kamose durch Festnahme des Boten in Tepihu ab. Kamose erklärte, dass sein Machtbereich während der Nildelta-Besetzungszeit durch die Hyksos von Elephantine bis in die Region Tepihu-Memphis reichen würde.